# 장화홍련전
장화홍련전(薔花紅蓮傳)은 지은이와 연대 미상의 구소설이다. 1656년(조선 효종 7년)에 전동흘(全東屹)이 평안도 철산에서 부사로 근무하던 시기에 실제로 일어난 살인 사건을 바탕으로 전해 오던 설화를 소재로 하여 지어졌다. 계모형 가정 비극 소설 중에서 가장 대표적인 작품으로 권선징악이 그 주제이다.

## 줄거리
평안도 철산에서 좌수 벼슬을 지내던 배무룡(裵武龍)은 부인 장씨(張氏)와 함께 남부러울 것 없는 삶을 살고 있었지만 자식이 없는 것이 한이었다. 그러던 어느 날, 장씨는 하늘에서 내려온 꽃이 선녀로 변해 자신의 품으로 들어오는 태몽을 꾸고 딸 장화(薔花)를 낳았고, 이어서 두 번째 딸 홍련(紅蓮)까지 낳았다. 장화와 홍련은 미모와 재주를 겸비하여 부모의 사랑을 듬뿍 받고 자라났다. 장씨가 병으로 타계하자 배좌수는 후사를 생각해 허씨라는 여인을 재취로 들였다. 허씨는 아들 삼형제를 낳긴 했지만 박색에 심성까지 못되어 전처 소생의 두 딸에게 갖은 학대를 하였다. 이를 안 배좌수가 허씨를 꾸짖자 뉘우치기는커녕 자매를 해할 궁리만 하였다. 그러던 중 장화는 허씨와 그녀가 낳은 아들 장쇠의 계략에 의해 억울한 누명을 쓰게 되었고 장쇠의 재촉에 못 이겨 연못에 몸을 던져 죽었다. 장쇠가 돌아오는 길에 범에 물려 팔다리를 잃자 허씨는 공연히 남은 홍련을 미워하였다. 언니의 소식을 몰라 답답해하던 홍련은 장쇠에게서 장화가 죽었다는 사실을 알게 되고 슬픔에 젖었다. 홍련은 언니를 그리워 하다가 장화와 같은 연못에 빠져 죽었다. 원한을 풀지 못한 두 사람의 혼령은 자신들의 억울함을 풀어달라 청하기 위해 철산부사의 관아에 찾아가지만 밤중에 나타난 두 자매의 혼령을 본 부사들은 크게 놀란 나머지 죽고 만다. 이렇게 부사들이 잇달아 죽어나가자 철산 고을은 황폐해졌고 조정의 근심도 날로 커졌다. 그러한 가운데 정동우(鄭東祐)라는 대담무쌍한 이가 철산부사로 자원하였고, 자매에게서 그간의 사연을 들은 그는 사건을 다시 재조사하였다. 자매의 말대로 모든 것이 허씨 모자의 계략이었음을 알게 된 부사는 허씨 모자를 엄벌로 다스리고 연못에서 장화와 홍련의 시신을 거두어 묻어주었다. 배좌수는 새로 처 윤씨를 맞아들여 쌍둥이 딸을 두었고, 두 딸은 평양의 큰 부자 이연호(李連浩)의 아들들에게 시집가 잘 살게 되었다.

## 창극 '장화홍련전'
1944년 조선창극단의 제3회 작품. 박진 편극·연출, 김연수 편곡, 배좌수(裵座首)에 김연수(金演洙), 계모에 성추월(成秋月), 장쇠에 박후성(朴厚性), 장화에 김녹주(金綠珠), 홍련에 김옥련(金玉蓮), 사또에 박영진(朴英珍)이 분장했다. 특히 장쇠 역의 박후성과 홍련역의 김옥련은 최고의 명성을 떨쳤으며, 이 작품을 계기로 그들의 인기는 절정에 도달하였다.
소설 <장화홍련전>을 그때에 비로소 창극화한 것인데 창극사상 전무후무한 대성황을 이룬 작품이다. 철산 고을의 배좌수(裵座首)의 전실(前室) 딸인 장화와 홍련이 계모의 학대와 흉계로 비명에 죽어갔으며 명사또의 부임으로 그 사실이 밝혀져 계모와 장남인 장쇠는 처형되었다. 원귀가 되었던 장화와 홍련은 원한을 풀고, 천상으로 올라가 선녀가 된다는 가정비극이었다.

## 영화
장화홍련전은 수 차례에 걸쳐 영화로 제작되었으며, 여러 영화의 모티브로 사용되었다.
- 장화홍련전(1924) 박정현 감독/김옥희, 김설자 주연
- 장화홍련전(1936) 이명우 감독/문수일, 문예봉 주연
- 장화홍련전(1956)
- 대장화홍련전(1962)
- 장화홍련전(1972)
- 장화, 홍련(2003)
- 안나와 알렉스: 두 자매 이야기(2009)

## 같이 보기
- 한국 신화
- 콩쥐팥쥐전
- 흥부전